# Vortioxetină
Vortioxetina (cu denumirea comercială Brintellix, printre altele) este un antidepresiv, fiind utilizat în tratamentul episoadelor depresive majore la adulți. Calea de administrare disponibilă este cea orală.